# Iurkî, Kozelșciîna
Iurkî (în ucraineană Юрки) este un sat în comuna Horișkî din raionul Kozelșciîna, regiunea Poltava, Ucraina.

## Demografie
Componența lingvistică a localității Iurkî
     Ucraineană (96,65%)
     Rusă (2,93%)
     Alte limbi (0,42%)
Conform recensământului din 2001, majoritatea populației localității Iurkî era vorbitoare de ucraineană (96,65%), existând în minoritate și vorbitori de rusă (2,93%).